# مانشستر يونايتد موسم 2019–20
كان موسم 2019–20 هو الموسم الثامن والعشرون لمانشستر يونايتد في الدوري الإنجليزي الممتاز والموسم الخامس والأربعين على التوالي في الدوري الإنجليزي الممتاز لكرة القدم. وشارك النادي في الدوري الإنجليزي الممتاز، وحصل على المركز الثالث، ووصل إلى الدور نصف النهائي من كأس الاتحاد الإنجليزي وكأس رابطة الأندية الإنجليزية والدوري الأوروبي. الهزيمة في الدوري الأوروبي جعلت يونايتد يحقق أول ثلاثية في مواسم بلا ألقاب منذ عام 1989.
كان هذا هو الموسم الكامل الأول لمانشستر يونايتد تحت قيادة المدرب أوله غونار سولشار، الذي تولى المسؤولية بشكل دائم في مارس 2019.  وكان هذا أيضًا أول موسم لهم منذ موسمي 2008–09 و2013–14 بدون قائد النادي أنتونيو فالنسيا وأندير هيريرا، اللذين غادرا النادي في نهاية الموسم السابق.  أعلن سولشاير عن تعيين أشلي يونغ خليفةً لفالنسيا كقائد للنادي.  عند رحيل يونغ إلى إنتر ميلان في يناير 2020، تم استبداله كقائد للنادي بهاري ماغواير. 
بعد أن لم يكن أعلى من المركز الخامس في الدوري منذ مباراتهم السادسة في سبتمبر 2019، تقدم يونايتد إلى المركز الثالث بالتعادل على أرضه أمام وست هام يونايتد في المباراة قبل الأخيرة من الموسم؛ وأكدوا احتلالهم للمركز الثالث ومكان في دوري أبطال أوروبا 2020–21 بفوزهم 2–0 على ليستر سيتي في اليوم الأخير من الموسم في 26 يوليو، وهي مباراتهم الرابعة عشرة على التوالي في الدوري دون هزيمة. شهد الموسم توقفًا لمدة ثلاثة أشهر من مارس إلى يونيو 2020 بعد تفشي جائحة كوفيد-19 العالمية.